# 竹尾直章
竹尾 直章（たけお なおゆき）は株式会社ブルービジョンコンサルティングの代表取締役社長。

## 来歴
- 1980年3月 - 千葉県立国府台高等学校卒業。
- 1987年3月 - 法政大学工学部経営工学科卒業。
- 1994年3月 - 青山学院大学国際政治経済学部修士課程修了。
- 1987年 - 日本IBMへ入社し、直販やチャネル販売経験を積む。
- 1994年 - コンパックコンピュータへ移り、1999年にeコマース事業を担当。直販事業「ダイレクトプラス」などを立ち上げ、5年間で年間500億円を上回るビジネスに成長させ、日本ヒューレット・パッカードとの合併後はアジアパシフィックのボリュームビジネスオペレーション担当責任者としてシンガポールに赴任。帰国後はオペレーションズ＆ITの責任者となり、執行役員となる。
- 2006年10月 - 直販営業、チャネルマーケティング、eCommereビジネス立ち上げ、業務オペレーションでの効率化、コスト削減などの、フロントからバックオフィスまでの経験を活かし、検索連動型広告のトップ企業、オーバーチュアの副社長に就任。
- 2008年7月 - デンマークを本社にもつGNネットコムジャパン株式会社の日本法人の社長として就任。ワイヤレスヘッドセットを日本市場に広め、売上の拡大とコスト削減、在庫や流通の整備など、その活躍で業績をあげる。
- 2009年8月 - 国際標準規格策定、マネジメントシステム審査、トレーニング、セミナー、技術情報サポートを行うイギリスに本社を持つ、BSIマネジメントシステムジャパン株式会社（現在のBSIグループジャパン株式会社）の代表取締役社長に就任。情報セキュリティマネジメントシステム（ISO27001）などのマーケットシェアNo.1ポジションを維持するとともに、新しい国際規格の認証制度を次々に立ち上げるなど7年以上に亘り活躍した。
- 2017年7月 - 株式会社ブルービジョンコンサルティングを設立。経営コンサルティングおよびエグゼクティブコーチングのサービスを提供している。